# Unione Sportiva Avellino 1912 2017-2018
Questa voce raccoglie le informazioni riguardanti l'Unione Sportiva Avellino 1912 nelle competizioni ufficiali della stagione 2017-2018.

## Stagione
Nella stagione 2017-2018 l'Avellino disputa il diciannovesimo campionato di Serie B della sua storia, raccoglie 48 punti con il quindicesimo posto finale. Allenata da Walter Novellino la squadra irpina ha raccolto 25 punti nel girone di andata e 23 nel girone di ritorno. A fine aprile viene esonerato il tecnico, sostituito da Claudio Foscarini, il quale nelle ultime cinque giornate riesce ad evitare il Play-out. Con 13 reti realizzate Luigi Castaldo è stato il miglior realizzatore dei biancoverdi. Al termine della stagione, come conseguenza della crisi finanziaria della società, l'Avellino è fallito, senza potersi iscrivere al prossimo campionato cadetto, costretto a dover ripartire dai dilettanti in Serie D.

## Divise e sponsor
Lo sponsor tecnico per la stagione 2017-2018 è Givova, mentre lo sponsor ufficiale è Sidigas.
| Casa | Trasferta | Terza divisa |

## Organigramma societario
Area direttiva
- Presidente e amministratore unico: Walter Taccone
- Direttore generale: Massimiliano Taccone (fino al 27 novembre 2017, poi carica vacante)[3]
- Direttore sportivo: Enzo De Vito

Area organizzativa
- Segretario generale: Tommaso Aloisi
- Team manager: Christian Vecchia
- Responsabile legale: Franco Maurizio Vigilante
- Responsabili commerciali: Giovanni De Vita e Manlio Iorio
- Segreteria amministrativa: Ulderica Cardone e Maddalena Festa
- Responsabile biglietteria e Tessera del Tifoso: Giuseppe Musto
- Responsabile rapporti istituzionali e SLO: Luigi Lallo
- Delegati alla sicurezza: Orlando Formoso, Marciano D'Avino
- Magazziniere: Massimiliano Sperduto
- Custode: Umberto Coppola

Area tecnica
- Allenatore: Walter Novellino, poi Claudio Foscarini[4]
- Allenatore in seconda: Eduardo Imbimbo
- Preparatore dei portieri: Carmine Amato
- Preparatore atletico: Alessandro Scaia
- Collaboratore tecnico: Simone Tomassoli, poi Alessandro Turone[4][5]
- Responsabile settore giovanile: Alessio Rescigno
- Allenatore Primavera: Antonio Iandolo, poi Guglielmo Tudisco[6]

Area sanitaria
- Responsabile: Vincenzo Rosciano
- Medico sociale: Gaetano Iovino
- Massaggiatori: Antonio Bellofiore, Alessandro Picariello

Area comunicazione e marketing
- Responsabile ufficio stampa: Beniamino Pescatore
- Responsabile marketing: Pina Moscaritolo

## Rosa
| N. |                          | Ruolo | Calciatore                     |
| -- | ------------------------ | ----- | ------------------------------ |
| 1  | Romania (bandiera)       | P     | Ionuț Radu                     |
| 2  | Italia (bandiera)        | D     | Simone Pecorini                |
| 3  | Italia (bandiera)        | D     | Riccardo Marchizza             |
| 4  | Italia (bandiera)        | C     | Federico Moretti               |
| 5  | Croazia (bandiera)       | D     | Anton Krešić                   |
| 6  | Italia (bandiera)        | D     | Marco Migliorini               |
| 7  | Guinea-Bissau (bandiera) | A     | Idrissa Camará                 |
| 7  | Albania (bandiera)       | C     | Armando Vajushi                |
| 8  | Italia (bandiera)        | C     | Angelo D'Angelo (capitano)     |
| 9  | Italia (bandiera)        | A     | Matteo Ardemagni               |
| 10 | Italia (bandiera)        | A     | Luigi Castaldo (vice capitano) |
| 11 | Italia (bandiera)        | C     | Davide Gavazzi                 |
| 12 | Italia (bandiera)        | P     | Rino Iuliano                   |
| 13 | Italia (bandiera)        | D     | Nicola Falasco                 |
| 14 | Italia (bandiera)        | C     | Francesco Di Tacchio           |
| 15 | Belgio (bandiera)        | D     | Pierre-Yves Ngawa              |
| 16 | Slovenia (bandiera)      | D     | Erik Gliha                     |
| 16 | Argentina (bandiera)     | D     | Santiago Morero                |
| 17 | Italia (bandiera)        | C     | Salvatore Molina               |
| 18 | Slovacchia (bandiera)    | C     | Richard Lašík                  |

| N. |                    | Ruolo | Calciatore         |
| -- | ------------------ | ----- | ------------------ |
| 19 | Spagna (bandiera)  | A     | Raúl Asencio       |
| 20 | Italia (bandiera)  | C     | Fabrizio Paghera   |
| 20 | Italia (bandiera)  | P     | Angelo Casadei     |
| 21 | Italia (bandiera)  | C     | Leonardo Morosini  |
| 22 | Italia (bandiera)  | P     | Luca Lezzerini     |
| 23 | Belgio (bandiera)  | A     | Mohamed Soumaré    |
| 23 | Italia (bandiera)  | C     | Carlo De Risio     |
| 24 | Italia (bandiera)  | C     | Duilio Evangelista |
| 25 | Italia (bandiera)  | D     | Emanuele Suagher   |
| 25 | Italia (bandiera)  | C     | Luigi Mentana      |
| 26 | Marocco (bandiera) | A     | Soufiane Bidaoui   |
| 27 | Italia (bandiera)  | C     | Lorenzo Laverone   |
| 28 | Italia (bandiera)  | P     | Alessio Pozzi      |
| 29 | Italia (bandiera)  | C     | Simone Rizzato     |
| 30 | Italia (bandiera)  | C     | Guido D'Attilio    |
| 30 | Ecuador (bandiera) | C     | Bryan Cabezas      |
| 31 | Italia (bandiera)  | C     | Tommaso Carbonelli |
| 32 | Italia (bandiera)  | A     | Roberto Greco      |
| 33 | Belgio (bandiera)  | C     | Reno Wilmots       |
| 34 | Italia (bandiera)  | P     | Antonio Pizzella   |

## Calciomercato

### Sessione estiva(dal 3 luglio al 31 agosto)
| Acquisti         | Acquisti               | Acquisti          | Acquisti                                          |
| R.               | Nome                   | da                | Modalità                                          |
| ---------------- | ---------------------- | ----------------- | ------------------------------------------------- |
| P                | Rino Iuliano           | svincolato        | definitivo                                        |
| P                | Luca Lezzerini         | Fiorentina        | definitivo                                        |
| P                | Ionuț Andrei Radu      | Inter             | prestito con diritto di riscatto e controriscatto |
| D                | Nicola Falasco         | Roma              | prestito con obbligo di riscatto                  |
| D                | Anton Krešić           | Atalanta          | prestito                                          |
| D                | Riccardo Marchizza     | Sassuolo          | prestito                                          |
| D                | Pierre-Yves Ngawa      | OH Lovanio        | definitivo                                        |
| D                | Simone Pecorini        | Virtus Entella    | definitivo                                        |
| D                | Matthias Solerio       | Giana Erminio     | riscatto                                          |
| D                | Emanuele Suagher       | Atalanta          | prestito                                          |
| C                | Guido D'Attilio        | Racing Roma       | fine prestito                                     |
| C                | Francesco Di Tacchio   | Pisa              | definitivo                                        |
| C                | Salvatore Molina       | Atalanta          | prestito                                          |
| C                | Leonardo Morosini      | Genoa             | prestito                                          |
| C                | Simone Rizzato         | Trapani           | definitivo                                        |
| C                | Alessandro Sbaffo      | Reggiana          | fine prestito                                     |
| A                | Luciano Arciello       | AltoVicentino     | riscatto                                          |
| A                | Raúl Asencio           | Genoa             | prestito                                          |
| A                | Benjamin Mokulu        | Frosinone         | fine prestito                                     |
| Altre operazioni |                        |                   |                                                   |
| R.               | Nome                   | da                | Modalità                                          |
| P                | Alessio Pozzi          | Maceratese        | definitivo                                        |
| D                | Mario D'Acunzo         | Città di Castello | fine prestito                                     |
| D                | Marco Frattolillo      | Latina            | definitivo                                        |
| D                | Alberto Nicholas Prete | Pistoiese         | definitivo                                        |
| D                | Francesco Ranieri      | Salernitana       | definitivo                                        |
| D                | Simone Siciliano       | Salernitana       | definitivo                                        |
| C                | Morgan Ato             | Standard Liegi    | definitivo                                        |
| C                | Matteo Chianese        | Latina            | definitivo                                        |
| C                | Orlando Paolella       | Salernitana       | definitivo                                        |
| A                | Nicola Alvaro          | Maceratese        | definitivo                                        |
| A                | Angelo Capuozzo        | Mep Calcio Napoli | definitivo                                        |
| A                | Roberto Greco          | Pro Vercelli      | definitivo                                        |
| A                | Angelo Piantadosi      | Casertana         | definitivo                                        |
|                  | Ciro Capasso           | Don Guanella      | definitivo                                        |
|                  | Pietro Cardone         | Don Guanella      | definitivo                                        |
|                  | Vito Lucchese          | Don Guanella      | definitivo                                        |
|                  | Sebastiano Notaro      | Paganese          | definitivo                                        |

| Cessioni         | Cessioni            | Cessioni     | Cessioni                         |
| R.               | Nome                | a            | Modalità                         |
| ---------------- | ------------------- | ------------ | -------------------------------- |
| P                | Rino Iuliano        | -            | scadenza contratto               |
| P                | Luca Lezzerini      | Fiorentina   | fine prestito                    |
| P                | Daniel Offredi      | Südtirol     | definitivo                       |
| P                | Boris Radunović     | Atalanta     | fine prestito                    |
| D                | Patrick Asmah       | Atalanta     | fine prestito                    |
| D                | Davide Biraschi     | Genoa        | definitivo (obbligo di riscatto) |
| D                | Layousse Diallo     | Bisceglie    | prestito                         |
| D                | Berat Djimsiti      | Atalanta     | fine prestito                    |
| D                | Maxime Giron        | Bisceglie    | definitivo                       |
| D                | Alejandro González  | Verona       | fine prestito                    |
| D                | Marco Perrotta      | Pescara      | fine prestito                    |
| D                | Matthias Solerio    | Reggina      | prestito                         |
| C                | Niccolò Belloni     | Inter        | fine prestito                    |
| C                | Guido D'Attilio     | -            | rescissione consensuale          |
| C                | William Jidayi      | Pro Vercelli | definitivo                       |
| C                | Stephane Omeonga    | Genoa        | definitivo                       |
| C                | Alessandro Sbaffo   | AlbinoLeffe  | definitivo                       |
| A                | Luciano Arciello    | Ercolanese   | prestito                         |
| A                | Andrea Arrighini    | Cittadella   | definitivo (riscatto)            |
| A                | Umberto Eusepi      | Pisa         | fine prestito                    |
| A                | Benjamin Mokulu     | Cremonese    | prestito con diritto di riscatto |
| A                | Mohamed Soumaré     | Teramo       | prestito                         |
| A                | Enrico Ventola      | -            | scadenza contratto               |
| A                | Daniele Verde       | Roma         | fine prestito                    |
| Altre operazioni |                     |              |                                  |
| R.               | Nome                | a            | Modalità                         |
| D                | Alessandro Rescigno | Catania      | fine prestito                    |
| D                | Carmine Sgambati    | Taranto      | prestito con diritto di riscatto |

### Movimenti a stagione in corso
| Acquisti | Acquisti       | Acquisti               | Acquisti   |
| R.       | Nome           | da                     | Modalità   |
| -------- | -------------- | ---------------------- | ---------- |
| D        | Erik Gliha     | svincolato, 17-10-2017 | definitivo |
| P        | Angelo Casadei | svincolato, 01-03-2017 | definitivo |

### Sessione invernale(dal 3 al 31 gennaio)
| Acquisti         | Acquisti        | Acquisti      | Acquisti      |
| R.               | Nome            | da            | Modalità      |
| ---------------- | --------------- | ------------- | ------------- |
| D                | Santiago Morero | Juve Stabia   | definitivo    |
| C                | Carlo De Risio  | Padova        | definitivo    |
| C                | Armando Vajushi | Pro Vercelli  | prestito      |
| C                | Reno Wilmots    | Roeselare     | definitivo    |
| A                | Bryan Cabezas   | Panathīnaïkos | prestito      |
| A                | Mohamed Soumaré | Teramo        | fine prestito |
| Altre operazioni |                 |               |               |
| R.               | Nome            | da            | Modalità      |

| Cessioni         | Cessioni         | Cessioni      | Cessioni                         |
| R.               | Nome             | a             | Modalità                         |
| ---------------- | ---------------- | ------------- | -------------------------------- |
| D                | Erik Gliha       | -             | rescissione consensuale          |
| D                | Emanuele Suagher | Atalanta      | fine prestito                    |
| C                | Fabrizio Paghera | Pro Vercelli  | prestito con obbligo di riscatto |
| A                | Idrissa Camará   | Akragas       | prestito                         |
| A                | Mohamed Soumaré  | F91 Dudelange | prestito con diritto di riscatto |
| Altre operazioni |                  |               |                                  |
| R.               | Nome             | a             | Modalità                         |

## Risultati

### Serie B

#### Girone di andata
| Arbitro: | Marini (Roma) |

|                               |           |                              |
| Ardemagni 70’ L. Castaldo 85’ | Marcatori | 45+2’ (rig.) And. Caracciolo |

| Arbitro: | Ghersini (Genova) |

|                                                 |           |              |
| Rizzato 20’ (aut.) Mokulu 32’ Castrovilli 90+3’ | Marcatori | 22’ Morosini |

| Arbitro: | Pinzani (Empoli) |

|                                                            |           |                   |
| Ardemagni 9’ (rig.), 59’ Morosini 21’, 36’ L. Castaldo 70’ | Marcatori | 29’ (rig.) Mazzeo |

| Arbitro: | Baroni (Firenze) |

|                           |           |                        |
| Cacia 2’, 51’ Sbrissa 27’ | Marcatori | 55’ (rig.) L. Castaldo |

| Arbitro: | Pezzuto (Lecce) |

|              |           |           |
| D'Angelo 88’ | Marcatori | 80’ Moreo |

| Arbitro: | Saia (Palermo) |

|             |           |                    |
| Maniero 89’ | Marcatori | 13’, 29’ Ardemagni |

| Arbitro: | Piccinini (Forlì) |

|                                         |           |                         |
| Krešić 53’ L. Castaldo 62’ D'Angelo 69’ | Marcatori | 11’ Donnarumma 47’ Zajc |

| Arbitro: | Aureliano (Bologna) |

|                        |           |            |
| Improta 67’ Galano 72’ | Marcatori | 65’ Krešić |

| Arbitro: | Giua (Olbia) |

|                         |           |                                         |
| Krešić 48’ Laverone 59’ | Marcatori | 72’ Rodriguez 85’ Sprocati 90+6’ Minala |

| Arbitro: | Abbattista (Molfetta) |

|                           |           |             |
| Mancuso 29’ Pettinari 82’ | Marcatori | 22’ Bidaoui |

| Arbitro: | Di Paolo (Avezzano) |

|             |           |  |
| Asencio 69’ | Marcatori |  |

| Arbitro: | Ros (Pordenone) |

|                               |           |  |
| Di Gaudio 1’ R. Insigne 90+4’ | Marcatori |  |

| Arbitro: | La Penna (Roma) |

|                  |           |               |
| Cerri 75’ (rig.) | Marcatori | 42’ Ardemagni |

| Avellino 11 novembre 2017, ore 18:00 CET 14ª giornata | Avellino         | 0 – 0 referto | Virtus Entella | Stadio Partenio-Adriano Lombardi (3 396 spett.)\| Arbitro: \| Minelli (Varese) \| |
| Arbitro:                                              | Minelli (Varese) |               |                |                                                                                   |

| Arbitro: | Baroni (Firenze) |

|                |           |                       |
| D. Ciofani 49’ | Marcatori | 5’ (rig.) L. Castaldo |

| Arbitro: | Nasca (Bari) |

|            |           |                                               |
| Molina 81’ | Marcatori | 36’ (aut.) Molina 48’ Gnahoré 77’ Nestorovski |

| Arbitro: | Di Martino (Teramo) |

|            |           |             |
| Molina 10’ | Marcatori | 78’ Mbakogu |

| Arbitro: | Giua (Olbia) |

|                       |           |                     |
| Chiaretti 7’ Iori 77’ | Marcatori | 38’, 90+3’ Laverone |

| Arbitro: | Chiffi (Padova) |

|                 |           |             |
| L. Castaldo 59’ | Marcatori | 45+1’ Perez |

| Arbitro: | Pezzuto (Lecce) |

|               |           |  |
| Marilungo 12’ | Marcatori |  |

| Arbitro: | Piscopo (Imperia) |

|                         |           |                 |
| Asencio 24’ Bidaoui 54’ | Marcatori | 90+3’ Tremolada |

#### Girone di ritorno
| Arbitro: | Balice (Termoli) |

|                      |           |                                        |
| Torregrossa 27’, 28’ | Marcatori | 16’ Molina 53’ L. Castaldo 60’ Bidaoui |

| Avellino 27 gennaio 2018 23ª giornata | Avellino            | 0 – 0 referto | Cremonese | Stadio Partenio-Adriano Lombardi (3 424 spett.)\| Arbitro: \| Di Paolo (Avezzano) \| |
| Arbitro:                              | Di Paolo (Avezzano) |               |           |                                                                                      |

| Arbitro: | Di Martino (Teramo) |

|                         |           |             |
| Nicastro 35’ Mazzeo 68’ | Marcatori | 11’ Asencio |

| Arbitro: | Ghersini (Genova) |

|             |           |             |
| Moretti 90’ | Marcatori | 90+6’ Cacia |

| Arbitro: | Fourneau (Roma) |

|                                      |           |             |
| Litteri 34’ Domizzi 79’ Zigoni 90+3’ | Marcatori | 73’ Asencio |

| Arbitro: | Pezzuto (Lecce) |

|                  |           |               |
| Gavazzi 35’, 75’ | Marcatori | 49’ Calderoni |

| Arbitro: | Illuzzi (Molfetta) |

|          |           |                |
| Zajc 39’ | Marcatori | 90+5’ D'Angelo |

| Arbitro: | Rapuano (Rimini) |

|             |           |                      |
| Vajushi 31’ | Marcatori | 64’ Nenê 90+1’ Cissé |

| Arbitro: | Aureliano (Bologna) |

|                        |           |  |
| Kiyine 9’ Sprocati 18’ | Marcatori |  |

| Arbitro: | Minelli (Varese) |

|                                       |           |                         |
| L. Castaldo 59’ (rig.) Di Tacchio 86’ | Marcatori | 13’ Brugman 73’ Mancuso |

| Vercelli 25 marzo 2018 32ª giornata | Pro Vercelli        | 0 – 0 referto | Avellino | Stadio Silvio Piola (3 427 spett.)\| Arbitro: \| Di Martino (Teramo) \| |
| Arbitro:                            | Di Martino (Teramo) |               |          |                                                                         |

| Arbitro: | Martinelli (Roma) |

|             |           |                        |
| Asencio 33’ | Marcatori | 4’ Gagliolo 7’ Barillà |

| Arbitro: | Piccinini (Forlì) |

|                      |           |  |
| L. Castaldo 26’, 57’ | Marcatori |  |

| Arbitro: | Abbattista (Molfetta) |

|                |           |             |
| Ceccarelli 77’ | Marcatori | 52’ Asencio |

| Arbitro: | Sacchi (Macerata) |

|  |           |                          |
|  | Marcatori | 85’ Dionisi 89’ Paganini |

| Arbitro: | Giua (Olbia) |

|                                                        |           |  |
| Coronado 9’ (rig.) La Gumina 47’ Trajkovski 73’ (rig.) | Marcatori |  |

| Carpi 28 aprile 2018 38ª giornata | Carpi            | 0 – 0 referto | Avellino | Stadio Sandro Cabassi (2 423 spett.)\| Arbitro: \| Rapuano (Rimini) \| |
| Arbitro:                          | Rapuano (Rimini) |               |          |                                                                        |

| Arbitro: | Marini (Roma) |

|  |           |                              |
|  | Marcatori | 52’ Bartolomei 85’ Chiaretti |

| Arbitro: | Ghersini (Genova) |

|           |           |                 |
| Pinto 44’ | Marcatori | 32’ L. Castaldo |

| Arbitro: | Marinelli (Tivoli) |

|                 |           |  |
| L. Castaldo 76’ | Marcatori |  |

| Arbitro: | Fourneau (Roma 1) |

|            |           |                               |
| Signori 9’ | Marcatori | 39’ Ardemagni 45’ L. Castaldo |

### Coppa Italia
| Arbitro: | Balice (Termoli) |

|              |           |  |
| D'Angelo 11’ | Marcatori |  |

| Arbitro: | Mazzoleni (Bergamo) |

|                             |           |                 |
| Verde 34’, 38’ Zuculini 87’ | Marcatori | 49’ L. Castaldo |

## Statistiche

### Statistiche di squadra
| Competizione | Punti       | In casa | In casa | In casa | In casa | In casa | In casa | In trasferta | In trasferta | In trasferta | In trasferta | In trasferta | In trasferta | Totale | Totale | Totale | Totale | Totale | Totale | DR  |
| Competizione | Punti       | G       | V       | N       | P       | Gf      | Gs      | G            | V            | N            | P            | Gf           | Gs           | G      | V      | N      | P      | Gf     | Gs     | DR  |
| ------------ | ----------- | ------- | ------- | ------- | ------- | ------- | ------- | ------------ | ------------ | ------------ | ------------ | ------------ | ------------ | ------ | ------ | ------ | ------ | ------ | ------ | --- |
| Serie B      | 48          | 21      | 8       | 7       | 6       | 29      | 26      | 21           | 3            | 8            | 10           | 20           | 34           | 42     | 11     | 15     | 16     | 49     | 60     | -11 |
| Coppa Italia | terzo turno | 1       | 1       | 0       | 0       | 1       | 0       | 1            | 0            | 0            | 1            | 1            | 3            | 2      | 1      | 0      | 1      | 2      | 3      | -1  |
| Totale       | 48          | 22      | 9       | 7       | 6       | 30      | 26      | 22           | 3            | 8            | 11           | 21           | 37           | 44     | 12     | 15     | 17     | 51     | 63     | -12 |

### Andamento in campionato
| Giornata  | 1 | 2  | 3 | 4 | 5 | 6 | 7 | 8 | 9  | 10 | 11 | 12 | 13 | 14 | 15 | 16 | 17 | 18 | 19 | 20 | 21 | 22 | 23 | 24 | 25 | 26 | 27 | 28 | 29 | 30 | 31 | 32 | 33 | 34 | 35 | 36 | 37 | 38 | 39 | 40 | 41 | 42 |
| --------- | - | -- | - | - | - | - | - | - | -- | -- | -- | -- | -- | -- | -- | -- | -- | -- | -- | -- | -- | -- | -- | -- | -- | -- | -- | -- | -- | -- | -- | -- | -- | -- | -- | -- | -- | -- | -- | -- | -- | -- |
| Luogo     | C | T  | C | T | C | T | C | T | C  | T  | C  | T  | T  | C  | T  | C  | C  | T  | C  | T  | C  | T  | C  | T  | C  | T  | C  | T  | C  | T  | C  | T  | C  | C  | T  | C  | T  | T  | C  | T  | C  | T  |
| Risultato | V | P  | V | P | N | V | V | P | P  | P  | V  | P  | N  | N  | N  | P  | N  | N  | N  | P  | V  | V  | N  | P  | N  | P  | V  | N  | P  | P  | N  | N  | P  | V  | N  | P  | P  | N  | P  | N  | V  | V  |
| Posizione | 7 | 12 | 5 | 9 | 9 | 7 | 4 | 7 | 11 | 14 | 11 | 11 | 13 | 12 | 12 | 15 | 17 | 15 | 14 | 17 | 13 | 14 | 14 | 14 | 14 | 15 | 14 | 13 | 15 | 15 | 15 | 15 | 18 | 16 | 15 | 16 | 16 | 16 | 17 | 18 | 17 | 15 |

Fonte:  EVOLUZIONE CLASSIFICA SERIE B 17/18, su transfermarkt.it.
Legenda:

Luogo: C = Casa; T = Trasferta. Risultato: V = Vittoria; N = Pareggio; P = Sconfitta.

### Statistiche dei giocatori
Sono in corsivo i calciatori che hanno lasciato la società a stagione iniziata.
| Giocatore      | Serie B  | Serie B | Serie B     | Serie B    | Coppa Italia | Coppa Italia | Coppa Italia | Coppa Italia | Totale   | Totale | Totale      | Totale     |
| Giocatore      | Presenze | Reti    | Ammonizioni | Espulsioni | Presenze     | Reti         | Ammonizioni  | Espulsioni   | Presenze | Reti   | Ammonizioni | Espulsioni |
| -------------- | -------- | ------- | ----------- | ---------- | ------------ | ------------ | ------------ | ------------ | -------- | ------ | ----------- | ---------- |
| L. Arciello    | 0        | 0       | 0           | 0          | 0            | 0            | 0            | 0            | 0        | 0      | 0           | 0          |
| M. Ardemagni   | 33       | 7       | 1           | 0          | 1            | 0            | 0            | 0            | 34       | 7      | 1           | 0          |
| R. Asencio     | 31       | 7       | 3           | 1          | 1            | 0            | 0            | 0            | 32       | 7      | 3           | 1          |
| S. Bidaoui     | 25       | 3       | 0           | 0          | 2            | 0            | 0            | 0            | 27       | 3      | 0           | 0          |
| B. Cabezas     | 7        | 0       | 0           | 0          | 0            | 0            | 0            | 0            | 7        | 0      | 0           | 0          |
| I. Camará      | 8        | 0       | 1           | 0          | 1            | 0            | 0            | 0            | 9        | 0      | 1           | 0          |
| A. Casadei     | 0        | 0       | 0           | 0          | 0            | 0            | 0            | 0            | 0        | 0      | 0           | 0          |
| L. Castaldo    | 34       | 13      | 6           | 0          | 2            | 1            | 0            | 0            | 36       | 14     | 6           | 0          |
| A. D'Angelo    | 31       | 3       | 8           | 1          | 2            | 1            | 1            | 0            | 33       | 4      | 9           | 1          |
| G. D'Attilio   | 0        | 0       | 0           | 0          | 0            | 0            | 0            | 0            | 0        | 0      | 0           | 0          |
| C. De Risio    | 15       | 0       | 3           | 0          | 0            | 0            | 0            | 0            | 15       | 0      | 3           | 0          |
| F. Di Tacchio  | 39       | 1       | 11          | 0          | 2            | 0            | 0            | 0            | 41       | 1      | 11          | 0          |
| D. Evangelista | 0        | 0       | 0           | 0          | 0            | 0            | 0            | 0            | 0        | 0      | 0           | 0          |
| N. Falasco     | 21       | 0       | 4           | 0          | 2            | 0            | 1            | 0            | 23       | 0      | 5           | 0          |
| D. Gavazzi     | 15       | 2       | 2           | 0          | 0            | 0            | 0            | 0            | 15       | 2      | 2           | 0          |
| E. Gliha       | 0        | 0       | 0           | 0          | 0            | 0            | 0            | 0            | 0        | 0      | 0           | 0          |
| R. Iuliano     | 0        | 0       | 0           | 0          | 0            | 0            | 0            | 0            | 0        | 0      | 0           | 0          |
| W. Jidayi      | 0        | 0       | 0           | 0          | 0            | 0            | 0            | 0            | 0        | 0      | 0           | 0          |
| A. Krešić      | 25       | 3       | 4           | 0          | 0            | 0            | 0            | 0            | 25       | 3      | 4           | 0          |
| R. Lašík       | 6        | 0       | 2           | 0          | 0            | 0            | 0            | 0            | 6        | 0      | 2           | 0          |
| L. Laverone    | 39       | 3       | 5           | 0          | 2            | 0            | 0            | 0            | 41       | 3      | 5           | 0          |
| L. Lezzerini   | 20       | -33     | 1           | 0          | 0            | 0            | 0            | 0            | 20       | -33    | 1           | 0          |
| R. Marchizza   | 18       | 0       | 2           | 0          | 0            | 0            | 0            | 0            | 18       | 0      | 2           | 0          |
| M. Migliorini  | 29       | 3       | 0           | 0          | 2            | 0            | 0            | 0            | 31       | 3      | 0           | 0          |
| S. Morero      | 12       | 0       | 2           | 0          | 0            | 0            | 0            | 0            | 12       | 0      | 2           | 0          |
| F. Moretti     | 16       | 1       | 4           | 0          | 2            | 0            | 0            | 0            | 18       | 1      | 4           | 0          |
| L. Morosini    | 10       | 3       | 0           | 0          | 0            | 0            | 0            | 0            | 10       | 3      | 0           | 0          |
| S. Molina      | 39       | 2       | 7           | 1          | 2            | 0            | 0            | 0            | 41       | 2      | 7           | 1          |
| P. Ngawa       | 34       | 0       | 7           | 0          | 1            | 0            | 1            | 0            | 35       | 0      | 8           | 0          |
| S. Omeonga     | 0        | 0       | 0           | 0          | 0            | 0            | 0            | 0            | 0        | 0      | 0           | 0          |
| F. Paghera     | 8        | 0       | 2           | 0          | 0            | 0            | 0            | 0            | 8        | 0      | 2           | 0          |
| S. Pecorini    | 9        | 0       | 1           | 0          | 0            | 0            | 0            | 0            | 9        | 0      | 1           | 0          |
| I. Radu        | 22       | -27     | 1           | 0          | 2            | -3           | 0            | 0            | 24       | -30    | 1           | 0          |
| S. Rizzato     | 13       | 0       | 0           | 0          | 2            | 0            | 0            | 0            | 15       | 0      | 0           | 0          |
| M. Soumaré     | 0        | 0       | 0           | 0          | 0            | 0            | 0            | 0            | 0        | 0      | 0           | 0          |
| E. Suagher     | 10       | 0       | 5           | 1          | 2            | 0            | 0            | 0            | 12       | 0      | 5           | 1          |
| A. Vajushi     | 9        | 1       | 0           | 0          | 0            | 0            | 0            | 0            | 9        | 1      | 0           | 0          |
| R. Wilmots     | 6        | 0       | 1           | 0          | 0            | 0            | 0            | 0            | 6        | 0      | 1           | 0          |

## Giovanili

### Piazzamenti
- Primavera:
  - Campionato:
  - Coppa Italia:
- Allievi nazionali:
  - Campionato: